# Володар мух
«Володар мух» (англ. The Lord of the Flies) — дебютний алегоричний роман англійського письменника, лауреата Нобелівської премії з літератури (1983), Вільяма Ґолдінґа, який вийшов 17 вересня 1954 року.
Героями повісті є група дітей та підлітків, відправлених з початком війни батьками подалі від місця катастрофи на літаку. Але з літаком сталася аварія, і діти опинилися самі на тропічному острові. Ніхто не знає де вони знаходяться, їх чекають важкі випробування, через які одні пройдуть, здобуваючи негативний досвід, а інші загинуть від рук перших.
Роман являє собою антитезу дитячій пригодницькій книзі Роберта Майкла Беллентайна «Кораловий острів» (1858), у якій троє хлопчиків, опинившись на далекому острові, перетворюють його в куточок цивілізації, навчають тубільців навичкам і ремеслам, і зрештою повертаються додому змужнілими.
Номер 62 в Рейтингу 100 найкращих книг усіх часів журналу Ньюсвік.

## Історія
Ідея роману виникла у Ґолдінга після того, як він прочитав роман «Кораловий острів» Роберта Баллантайна (1858) — пригодницької історії в жанрі робінзонади, де оспівуються оптимістичні імперські уявлення вікторіанської Англії— за сюжетом три юні англійці-підлітки потрапили на безлюдний острів, де завдяки своєму вихованню почали поводитися подібно до Робінзона Крузо, тим самим уникаючи деградації в ізоляції від цивілізації. Ґолдінгу сюжет здався вкрай нереалістичним (хоча свого часу роман отримав колосальний успіх і до моменту виходу книги Ґолдінга вважався класикою англійської літератури) і в нього з'явилася ідея написати історію про те, як на його думку насправді поведуться діти, що потрапили на безлюдний острів. Як результат, роман містить безліч посилань на «Кораловий острів» аж до того, що три центральні персонажі (Ральф, Роха та Джек) є карикатурою на трьох головних героїв «Коралового острова» (двох з яких теж звуть Ральф і Джек).
Шлях роману у світ був важкий. Рукопис відкинув двадцять один видавець, перш ніж видавництво Faber & Faber погодилося випустити його у світ з умовою, за якою Ґолдінг видалив першу частину роману, в якій описувалася евакуація і сильно переробив персонажа Саймона.
Відразу після виходу, роман не привернув до себе уваги (оригінальний тираж у 3000 екземплярів продавався дуже повільно), проте через кілька років він став бестселером і до початку 1960-х років був введений у програму багатьох коледжів та шкіл. У 2005 році журнал «Time» назвав твір одним із 100 найкращих романів англійською мовою з 1923 року. З 1990 по 1999 роки роман посідав 68-е місце у списку ста найспірніших книг XX століття, складеному Американською бібліотечною асоціацією.
Назва книги «Володар мух» є буквальним перекладом з давньоєврейського імені язичницького бога — Бааль зевув (івр. בעל זבוב), чиє ім'я (Вельзевул) у християнстві стало асоціюватися з дияволом. Назву для роману Ґолдінгу підказав Т. С. Еліот.

## Сюжет
У воєнний час на безлюдному острові у віддаленому від материків районі Тихого океану розбивається евакуаційний британський літак. Єдиними хто вижив виявилися діти молодшого шкільного чи передпідліткового віку. Серед них виділяються два лідери: Ральф та Джек Мерідью. Перший на острові встиг познайомитися з товстим, страждаючим на астму, але розважливим і догадливим хлопчиком в окулярах, якого дражнять Рохою (англ. Piggy); другий же є старостою церковного хору і має незаперечний авторитет у хористів. Діти влаштовують вибори, на яких перемагає Ральф. Джек та його хористи проголошують себе мисливцями.
Ральф пропонує будувати курені і розвести багаття на горі, щоб їх могли помітити та врятувати. Його усі підтримують. Багаття розводять за допомогою окулярів Рохи. Джек із мисливцями добувають м'ясо диких свиней. Незабаром з'являються чутки, що на острові живе якийсь «Звір». Джек, Ральф, Саймон і кілька хлопців піднімаються на гору, де був помічений Звір і знаходять там труп парашутиста, який ворушиться через вітер, що роздмухує парашут. У сутінках діти не розрізняють що це таке і перелякані тікають. Джек звинувачує Ральфа в боягузтві, відокремлюється від племені і пропонує іншим хлопчикам вступити в його плем'я, обіцяючи полювання, м'ясо та інший «дикунський» спосіб життя на острові. Джек та його хористи йдуть жити у важкодоступну гірську частину острова, деякі хлопчики переходять до них, утворюючи дикунське плем'я.
З'являється щось на зразок примітивного культу Звіра та поклоніння йому. Мисливці умилостивлюють його жертвами та дикими танцями — інсценуваннями полювання. У розпал одного такого танцю, втративши над собою контроль, «мисливці» вбивають Саймона, який, набравшись сміливості, розгледів парашутиста і поспішав повідомити хлопців, що це ніякий не Звір. Вітер, що піднявся вночі, скидає парашутиста в море.
Поступово всі діти переходять у «плем'я мисливців». Ральф залишається з Рохою та близнюками Еріком і Семом. Тільки вони ще пам'ятають, що єдиний шанс врятуватися — розводити багаття, сподіваючись привабити рятувальників. Вночі група Джека нападає на Ральфа та його друзів та забирають окуляри Рохи. Вони потрібні для одержання вогню, щоб смажити м'ясо. Роха нічого не бачить без окулярів.
Ральф з хлопцями піднімаються по перешийку до Джека, сподіваючись повернути окуляри. Роджер скидає валун, який убиває Роху, дикуни беруть у полон близнюків. Ральф залишається один. Вночі він піднімається до укріплення племені, де близнюки-вартові повідомляють йому про підготовку облави, та про те, що Роджер уже заточив палицю з обох кінців (мабуть щоб насадити на неї голову Ральфа, так як дикуни насаджували свинячі голови на знак жертви Звірові). Наступного дня дикуни прочісують острів ланцюгом та підпалюють кущі, викурюючи Ральфа із заростей.
Більшість острова охоплена полум'ям. Виснажений, загнаний дикунами, Ральф вибігає на берег і падає біля ніг офіцера британського військово-морського флоту, група моряків висадилася з крейсера, помітивши дим від пожежі. На запитання офіцера: «Хто головний?» Ральф називає себе, а зляканий Джек відходить убік. Офіцер із подивом дізнається, що вже двоє хлопчиків загинули. Він саркастично порівнює їхню ситуацію з «Кораловим островом» і дивується з того, що британські хлопчики виглядають як дикуни.
Ральф усвідомивши всю глибину їхньої деградації, більше не може стримати сліз, оплакуючи свою втрачену невинність. Слідом за ним вибухають риданнями й інші діти.

### Образ Володаря мух
Володарем мух автор називає голову вбитої свині, насадженої мисливцями Джека на палю після одного з вдалих полювань (сам Джек говорив, що це дар Звіру). З нею стикаються Саймон і згодом Ральф; причому Саймон, який часом непритомнів, подумки розмовляє з нею. Голова називає себе Звіром і підтверджує його здогад про те, що «Звір» знаходиться в них самих, пророкуючи швидку загибель Саймона.

## Екранізації
- «Володар мух» (1963) — британський фільм Пітера Брука. Фільм є найближчою до книги екранізацією.
- «Володар мух» (1990) — американський фільм Гаррі Хука. На відміну від попередньої екранізації, у цій із роману взято лише імена персонажів та ключові моменти. Головні герої є не британцями, а американцями, і дія відбувається ближче до кінця ХХ століття.

## Критика
Роман «Володар мух» вважається одним із найважливіших творів західної літератури XX століття. У списку The Times «Best 60 Books of the Past 60 years», складеному за підсумками голосування читачів газети, він займає рядок кращого роману 1954 року. Багатьма критиками твір розглядався як ключовий: Лайонел Тріллінг вважав, що роман «ознаменував мутацію у [західній] культурі: Бог, можливо, й помер, але Диявол розцвів — особливо в англійських громадських школах».
Зазначалося, що роман Ґолдінга став свого роду відповіддю популярному у повоєнному західному суспільстві уявленню, що діти — безневинні жертви дорослого суспільства. «Мій дитячий світ читання, наскільки я пам'ятаю, розпочався з „Коралового острова“, наївно-імперіалістичного роману Баллантайна; моя невинність померла, коли я відкрив „Володаря мух“, де баллантайнівський сюжет виявився згорнутим в алегорію про порочність роду людського і про те, наскільки справедливо його вигнали зі щасливого Саду», — писав оглядач Guardian Пітер Конрад.
Чарльз Браян Кокс писав про роман у Critical Quarterly: «Його виняткова сила пов'язана з тим фактом, що Ґолдінг вірить: кожна деталь людського життя має релігійну важливість». У дослідженні, названому «Трагічне минуле» (англ. The Tragic Past), Девід Андерсон провів дослідження біблійних мотивів у романі Ґолдінга:
```
Lord of the Flies - це складна версія історії Каїна - людини, яка - після того, як його сигнальне багаття не спрацювало, убила брата свого. Насамперед, це поневіряння оптимістичної теології, згідно з якою Бог створив світ, в якому моральний розвиток людини відбувався pari passu з його біологічною еволюцією і продовжуватиметься, доки розвиток не досягне щасливого кінця.
- Д. Андерсон
```

Роман, на думку Андерсона, досліджує витоки моральної деградації людства. У ньому «…немає ніякого щасливого кінця. Рятувальники, які забирають хлопчиків з острова, є з того світу, де регрес стався у гігантських масштабах — у масштабах атомної війни. Біди людські тут показані так, що ніщо не може ні пом'якшити їх, ні полегшити. Каїн — не просто наш далекий родич: він сучасна людина, і його вбивчі імпульси оснащені безмежною силою руйнування».
Нідерландський історик і письменник Рутгер Брегман, на якого «Володар мух» справив сильне враження ще в підлітковому віці, тепер сумнівається в реалістичності історії, вигаданої Ґолдінгом. Причиною стала історія шести підлітків 13-16 років із маленької тихоокеанської держави Тонга. У червні 1965 року вони втекли з католицької школи-інтернату на вкраденому рибальському човні. Потрапивши у шторм, хлопчики 8 днів дрейфували океаном, поки не змогли висадитися на безлюдному острові Ата в південно-західній частині Тихого океану. На острові вони провели 15 місяців, створивши справжнісіньку громаду. Підлітки вирощували фрукти, розводили курей, постійно підтримували вогонь, обладнали тренажерну залу та майданчик для бадмінтону, навіть проводили уроки для молодших. 11 вересня 1966 року їх врятував австралійський яхтсмен, який випадково пропливав повз. Брегман охарактеризував цю історію так: «Справжній „Володар Мух“ — це розповідь про дружбу та вірність; яка показує, наскільки ми сильніші, якщо ми можемо спиратися один на одного».

## Переклади українською
Українською мовою роман переклала Соломія Павличко.
Повний переклад:
- Вільям Ґолдінґ. Володар мух. Шпиль. Переклад з англійської: Соломія Павличко (Володар мух), Юрій Лісняк (Шпиль). Київ: Молодь, 1988. — 328 с. ISBN 5-7720-0136-1

- (перевидання) Вільям Ґолдінґ. Володар мух. Переклад з англійської: Соломія Павличко; худ. П. Машков. Київ: Основи, 2000. — 254 с. 1-ше видання ISBN 966-500-027-6
- (перевидання) Вільям Ґолдінґ. Володар мух. Переклад з англійської та передмова: Соломія Павличко; художник: П. Машков. Київ: Основи, 2004. — 254 с. 2-ге видання ISBN 966-500-027-6
- (перевидання) Вільям Ґолдінґ. Володар мух. Переклад з англійської: Соломія Павличко. Харків: КСД, 2015, 2016. — 304 с. ISBN 978-966-149-097-9

Уривки:
- Голдінг, В. Володар мух: Уривки // Денисова, Т. Зарубіжна література ХХ ст. Хрестоматія-посібник [Текст] / Т. Денисова, Г. Сиваченко. — К., 2000. — С. 633—648.
- Голдінг, В. Володар мух: Уривки // Міляновська, Н. Зарубіжна література. 6 клас. Посібник-хрестоматія / Н. Міляновська, І. Данилків. — Т., 1999. — С. 214—300.